# Синдром котячого крику
Синдро́м котя́чого кри́ку (також відомий під назвами: синдром делеції короткого плеча 5 хромосоми, 5р-синдром або синдром Лежена) — рідкісне генетичне захворювання, яке пов'язане з відсутністю частини 5 хромосоми. Уражені цим захворюванням діти (переважно, але не можна сказати, що усі діти) мають плач, який схожий на котячий крик, саме тому цей синдром отримав назву від фр. Cri-Du-Chat Syndrome, що дослівно означає «плач кішки або крик кота». Вперше хворобу описав Жером Лежен у 1963 році. Частота виникнення синдрому — 1 дитина на 50000 народжених, зустрічається у всіх етнічних груп та частіше на нього хворіють жінки, співвідношення чоловічої і жіночої статі становить 3:4. За даними досліджень, проведених у 2012 році, синдром котячого крику мали 0,08 % людей у Європі.

## Клінічні ознаки
Синдром одержав свою назву через характерний плач дітей (він аналогічний нявканню кошеняти, крику кішки), які страждають від цього захворювання. Це явище відбувається через проблеми з гортанню і нервовою системою. Близько 1/3 дітей втрачають цю особливу характерну рису до 2 років. Іншими симптомами, які вказують на захворювання синдромом котячого крику, є:
- проблеми з харчуванням через труднощі при ковтанні та смоктанні;
- низька вага при народженні та низькі темпи розвитку (в першу чергу, фізичного);
- суттєва затримка розвитку когнітивних, мовлених, рухових функцій;
- поведінкові проблеми, такі як гіперактивність, агресія, істерика і одноманітні рухи, які постійно повторюються;
- нетипові виразові риси обличчя, які можуть з часом зникнути або посилитися;
- надмірне, неконтрольоване слиновиділення;
- запори.

Додатковими типовими ознаками захворювання можна вважати гіпотонію, мікроцефалію, затримку фізичного розвитку, кругле обличчя з повними щоками, гіпертелоризм, епікантус, опущені кути очних щілин, косоокість, плоску спинку носа, опущені кути рота, мікрогнатію, низько розміщені вуха, короткі пальці, 4-х пальцеву долонну складку і вроджені вади серця (наприклад, дефект міжшлуночкової перегородки (вентрикулосептальний), дефект міжпередсердної перегородки (атріосептальний), відкриту артеріальну протоку, тетраду Фалло). У людей із синдромом котячого крику зазвичай немає проблем зі статевою системою і народжуванням дітей.
Рідше спостерігають інші прояви, які включають розщеплення губи і піднебіння, нориці, розташовані перед вушною мушлею, дисплазію тимуса, скрути кишки, мегаколон (патологічне розширення відділів кишечника), пахову грижу, вивих стегна, крипторхізм, гіпоспадію, рідкісні ниркові вади розвитку (наприклад, підковоподібність нирок, їхня ектопія або агенезія, гідронефроз), клінодактилія п'ятого пальця, клишоногість, плоскостопість, синдактилія (зрощення) другого і третього пальців рук і ніг, олігосиндактилія та підвищена гнучкість суглобів. Синдром може також включати в себе різні дерматогліфічні ознаки, включаючи поперечні складки згинання, одну долонну складку тощо.
У пізньому дитинстві та підлітковому віці лікарські висновки включають значні порушення розумового розвитку, мікроцефалію, огрубіння рис обличчя, надбрівні дуги, глибоко посаджені очі, гіпопластичну перегородку носа, тяжкі порушення прикусу та сколіоз. Уражені дівчата досягають статевої зрілості, розвиток вторинних статевих ознак і менструація у них виникають зазвичай вчасно. Будова статевих органів та шляхів у осіб жіночої статі, як правило, нормальна, за винятком дворогої матки, що подекуди зустрічається у цієї групи хворих. У чоловіків яєчка часто малі, але сперматогенез переважно не є значно порушеним.

## Генетичні порушення
Синдром котячого крику пов'язаний із частковою делецією короткого плеча 5 хромосоми, яку також називають «5p-моносомією». Приблизно 90 % випадків цього генетичного захворювання є результатом спорадичних або випадкових мутацій, тобто нові випадки. Решта 10-15 % виникають через нерівний поділ батьківського генетичного матеріалу із порушенням збалансованої транслокації, де 5р-моносомії часто супроводжуються відповідною трисомією цієї частини геному. Ці особи можуть мати більш серйозні прояви захворювання, ніж ті, з ізольованими випадками моносомії з 5р (внаслідок делеції).
У більшості випадків захворювання супроводжується повною втратою дистально розташованої генетичної інформації, що становить 10-20 % генетичного матеріалу на короткому плечі 5-ї хромосоми. Менше ніж 10 % випадків мають інші рідкісні цитогенетичні аберації (наприклад, інтерстиціальну делецію, мозаїчність, кільця і нові транслокації). Делеція хромосоми 5 батьківського походження приблизно у 80 % випадків відбувається заново.
Втрата невеликої ділянки в зоні 5p15.2 (критичній для цього захворювання області) корелює з усіма клінічними ознаками синдрому за винятком котячого крику, який виникає за умови порушень у ділянці 5p15.3 (критичній області котячого крику). Отримані результати свідчать, що дві несуміжні критичні області містять гени, які обумовлюють етіологію цього захворювання. Два гени у цих регіонах, семафорин F (SEMA5A) і дельта-катенін (CTNND2), потенційно беруть участь у розвитку мозку. Видалення гену транскриптази зворотної теломерази (hTERT), локалізованої в 5p15.33, може сприяти фенотипічним змінам у хворих на синдром котячого крику.

## Діагностика та лікування
Діагноз ставлять на підставі характерного дитячого крику і інших характерних для цього захворювання симптомів. Генетична консультація і генетичне тестування можуть бути запропоновані для сімей із хворими особами, які мають цей синдром. Серцеві вади часто вимагають хірургічної корекції, тому часто необхідна консультація дитячого кардіохірурга та спеціальна діагностика (ехокардіографія).